# البحث عن الحب (فلم)
البحث عن الحبّ (بالإنجليزية: Quest for Love) هو فيلم جنوب أفريقي صدر عام 1988 من إخراج هيلينا نوغيرا وبطولة جانا سيلييرز وساندرا برينسلو وواين بومان. يحكي الفيلمُ قصّة صحفيٍّ يجدُ صعوبةً في الالتزام بعلاقته العاطفيّة في الوقتِ الذي يُغطّي فيهِ أحداثًا لا تنتهي خلال ثورةٍ ما في البلد، ويُحاول الفيلم معالجة قضيّة السحاقيات خلال فترةِ الاضطرابات السياسية التي شهدتها جنوب إفريقيا.